# Cladodeptus xanthoproctus
Cladodeptus xanthoproctus är en mångfotingart som först beskrevs av Filippo Silvestri 1897.  Cladodeptus xanthoproctus ingår i släktet Cladodeptus och familjen Spirostreptidae. Inga underarter finns listade i Catalogue of Life.